# The Night Before (1988.)
The Night Before je američka komedija iz 1988. U njoj glume Keanu Reeves i Lori Loughlin. Reeves glumi Winstona Connellyja, tzv. štrebera i predsjednika astronomskog školskog kluba. Loughlin glumi Taru Mitchell, lijepu i popularnu vođu navijačica, koja je i kćer lokalnog policajca. Film je u potpunosti snimljen u Los Angelesu.

## Vanjske poveznice
- The Night Before na Rotten Tomatoes
- The Night Before na All Movie